# Intermédialité
L’intermédialité est un champ de recherche apparu à la fin des années 1980. Le professeur Jurgen Ernst Müller, de l’université d'Amsterdam aux Pays-Bas, est l‘un des premiers théoriciens à avoir introduit le concept.

## Concept
Il s’agit d’une approche conceptuelle pluridisciplinaire s’intéressant aux relations et interactions entre des médias distincts à l’intérieur d’une œuvre et se développant « dans des contextes sociaux et historiques spécifiques ». Il s’agit de s’intéresser à la production de sens qui émerge de ces convergences médiatiques et donc de cesser de considérer les médias comme isolés les uns des autres. Ce changement de perspective, qui se traduit par le choix du préfixe "inter", conduit à considérer que les relations entre les médias sont premières et induit, par conséquent, une remise en cause de la définition même de la notion de média et de médium. Comme l'écrit Éric Méchoulan, « nous [devons] prendre en compte une pluralité de relations constitutive du « média », mais surtout [que] ce média n’est jamais séparé d’autres médias. C’est au contraire dans la relation aux autres médias qu’un média est constitué. D’où le grand intérêt du pluriel/singulier « média » qui l’indique dans sa formation même ». La notion d'historicité est donc centrale dans les travaux inscrits dans le domaine de l'intermédialité. 
Ce concept, bien que différent dans son approche théorique, est complémentaire des notions d'intericonicité, d’intertextualité, d'interdiscursivité, d’interartialité, voire d'intermatérialité. Il peut également être relié à l'archéologie des médias telle qu'elle est notamment pratiquée par Wolfgang Ernst ou Jussi Parrika. 
L'historien et théoricien du cinéma André Gaudreault définit l'intermédialité comme suit : « L'intermédialité est, dans une acceptation minimaliste, ce concept qui permet de désigner le procès de transfèrement et de migration, entre les médias, de formes et de contenus, [...] norme à laquelle toute proposition médiatisée est susceptible de devoir une partie de sa configuration ». Dans ses écrits sur le cinéma des premiers temps, il montre que l'émergence et l'avènement du cinéma résultent d'un « maillage intermédial » complexe : « L'intermédialité est, je pense, un concept indispensable pour étudier et comprendre le cinéma des premiers temps, un concept qui nous permet de formuler des propositions qui renouvellent notre façon d'envisager la place dudit cinéma des premiers temps dans l'histoire du cinéma. En fait le cinéma des premiers temps est le produit de ce que l'on pourrait appeler maillage intermédial ». Selon lui, le développement des pratiques cinématographiques pré-institutionnelles, dans les années 1895-1905, doit pour beaucoup aux connexions intermédiales qu'elles nouent avec d'autres arts ou d'autres pratiques, en particulier avec le caf'conc, le spectacle de vaudeville, la prestidigitation, la lanterne magique, etc,,.
En 2003, à l'Université de Montréal, le professeur Éric Méchoulan fonde la revue Intermédialités. Histoire et théories des arts, des lettres et des techniques / Intermediality : History and Theory of the Arts. Il s'agit d'une revue pluridisciplinaire qui touche à la fois aux études médiatiques, cinématographiques et littéraires, à l'histoire de l'art, à l'anthropologie, à la sociologie ou encore à la philosophie. Elle est actuellement dirigée par James Cisneros et publiée aux Presses de l'Université de Montréal. Une option doctorale en études littéraires et intermédiales a d'ailleurs été mise en place dans cette université.